# مستشرق
المستشرق أو عالم المشرقيات، صفة عالم (أجنبي) متمكن من المعارف الخاصة بالشرق ولغاته وآدابه. يذكر المستشرق رودنسون أن كلمة مستشرق ظهرت في اللغة الإنجليزية نحو عام 1779 كما دخلت كلمة الإستشراق معجم الأكاديمية الفرنسية في عام 1838 وفيها تجسدت فكرة نظام خاص مكرس لدراسة الشرق. ويعتمد المستشرق الإنجليزي آربري علي قاموس أكسفورد الجديد بتعريف المستشرق بأنه «من تبحر في لغات الشرق وآدابه». وقد ورد في موسوعة لاروس تعريف المستشرق في مادة Orientaliste بأنه «العالم المتضلع في معرفة الشرق وثقافته وآدابه».
أما ألبرت ديتريش فيعرف المستشرق بأنه "ذلك الباحث الذي يحاول دراسة الشرق وتفهمه، ولن يتأتّى له الوصول إلى نتائج سليمة في هذا المضمار ما لم يتقن لغات الشرق.
يري كثير من الباحثين أن جيرار دي أورلياك الفرنسي هو أول من استشرق. أما د. شكري النجار فيعرف المستشرق قائلا: «تطلق كلمة مستشرق بشيء من التجاوز على كل من يتخصص في أحد فروع المعرفة المتصلة بالشرق من قريب أو بعيد» ويري مالك بن نبي في مقال له تحت عنوان إنتاج المستشرقين يحدد مصطلح الاستشراق فيقول: «إننا نعني بالمستشرقين الكتاب الغربيين الذين يكتبون عن الفكر الإسلامي وعن الحضارة الإسلامية» وأن صفة مستشرق ينبغي أن تقتصر علي من ليس شرقيّاً، لأنها تصف حالة طلب لشيء غير متوفر في البيئة التي نشأ فيها الطالب. استخدم شيخ المستشرقين سلفستر دي ساسي [[de Sacy(1758 - 1838) هذا المصطلح مرتين مرة في مقدمة كتابه الشهير (النحو العربي) في معرض حديثه عن المستشرق الهولندي إربنيوس Erpenius ومرة ثانية عندما وصف به زملاءه الذين لعبوا دوراً هاماً في دراسة فقه اللغة العربية ونحوها.

## اقرأ أيضًا
- أبراهام يونبول
- جولد تسيهر